# Аугуста, Йозеф (хоккеист)
Йозеф Аугуста (чеш. Josef Augusta; 24 ноября 1946, Гавличкув-Брод — 16 февраля 2017, Йиглава) — чешский хоккеист и тренер. Как игрок — серебряный призёр Олимпийских игр 1976 года, восьмикратный чемпион Чехословакии. Как тренер — трёхкратный чемпион мира.

## Биография
Провёл почти всю свою игровую карьеру в клубе «Дукла Йиглава» (сезоны 1964/65 (?) — 1981/82), с которым 8 раз выигрывал чемпионат Чехословакии. В сезоне 1982/83 выступал в хоккейном первенстве ФРГ за команду Второй Бундеслиги «Зельб».
В составе сборной Чехословакии был серебряным призёром зимних Олимпийских игр в Инсбруке (1976) и четырёхкратным призёром чемпионатов мира. Всего за сборную сыграл 100 матчей, забил 24 гола.
В 1987 году начал работать тренером. В 1991 году стал чемпионом Чехословакии в качестве тренера «Дуклы».
Через три года, в 1994 году, выиграл первый чемпионат чешской Экстралиги с командой «Оломоуц». Этот титул стал первым в истории клуба.
В 1998 году был назначен помощником Ивана Глинки в национальной сборной Чехии. В 1999 году, после отъезда Глинки в НХЛ, был назначен главным тренером. Вместе с чешской сборной трижды подряд выигрывал чемпионат мира.
4 ноября 2008 года был принят в Зал славы чешского хоккея. В 2010 году завершил тренерскую карьеру.
Скончался вследствие онкологического заболевания.

## Достижения

### Игрок
- Серебряный призёр Олимпийских игр 1976
- Серебряный призёр чемпионатов мира и Европы 1974, 1975, 1978 (3 раза)
- Бронзовый призёр чемпионата мира и Европы 1969
- Финалист Кубка Канады 1976
- Чемпион Чехословакии 1967—1972, 1974, 1982 (8 раз)
- Серебряный призёр чемпионата Чехословакии 1966, 1973, 1977, 1979, 1980 (5 раз)
- Бронзовый призёр чемпионата Чехословакии 1975, 1976 (2 раза)
- Обладатель Кубка Шпенглера 1965, 1966, 1968, 1978

### Тренер
- Чемпион мира 1999—2001 (3 раза)
- Чемпион Чехословакии 1991
- Чемпион Чехии 1994

## Семья
Его сын, Патрик Аугуста (род.13.11.1969 г.) — бывший хоккеист, нападающий, бронзовый призёр Олимпийских игр 1992 года.